# Lafayette, Kalifornien
Lafayette är en stad (city) i Contra Costa County, i delstaten Kalifornien, USA. Enligt United States Census Bureau har staden en folkmängd på 24 285 invånare (2011) och en landarea på 39,4 km².